# Chilotilapia rhoadesii
Chilotilapia rhoadesii är en fiskart som beskrevs av Boulenger, 1908. Chilotilapia rhoadesii ingår i släktet Chilotilapia och familjen Cichlidae. IUCN kategoriserar arten globalt som livskraftig. Inga underarter finns listade i Catalogue of Life.